# Oudezeele

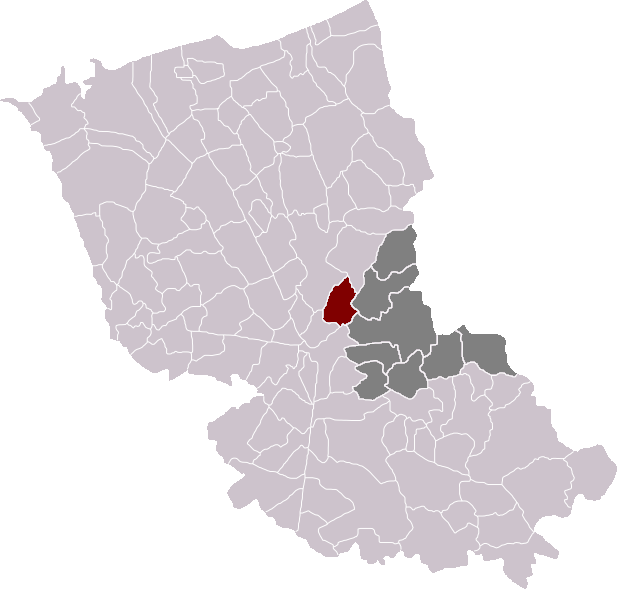
Localització d'Oudezeele

Oudezeele (en neerlandès Oudezele) és un municipi francès, situat a la regió dels Alts de França, al departament del Nord, que forma part de la Westhoek. L'any 2006 tenia 612 habitants. Limita al nord-oest amb Wormhout, al nord amb Herzeele, a l'est amb Winnezeele, al sud-oest amb Hardifort, al sud amb Cassel i al sud-est amb Steenvoorde.

## Demografia
| Evolució de la població INSE |      |       |       |       |       |      |       |       |
| 1793                         | 1800 | 1806  | 1821  | 1831  | 1836  | 1841 | 1846  | 1851  |
| 906                          | 917  | 1 053 | 1 031 | 1 007 | 1 002 | 999  | 1 037 | 1 015 |

| 1856 | 1861 | 1866 | 1872 | 1876 | 1881 | 1886 | 1891 | 1896 |
| ---- | ---- | ---- | ---- | ---- | ---- | ---- | ---- | ---- |
| 976  | 985  | 982  | 994  | 991  | 982  | 945  | 886  | 817  |

| 1901 | 1906 | 1911 | 1921 | 1926 | 1931 | 1936 | 1946 | 1954 |
| ---- | ---- | ---- | ---- | ---- | ---- | ---- | ---- | ---- |
| 794  | 770  | 729  | 761  | 716  | 669  | 674  | 687  | 613  |

| 1962 | 1968 | 1975 | 1982 | 1990 | 1999 | 2006 | 2011 | 2016 |
| ---- | ---- | ---- | ---- | ---- | ---- | ---- | ---- | ---- |
| 586  | 510  | 478  | 492  | 492  | 522  | -    | -    | -    |

| 2019 | - | - | - | - | - | - | - | - |
| ---- | - | - | - | - | - | - | - | - |
| -    | - | - | - | - | - | - | - | - |

## Administració
| Període   | Identitat       | Partit |
| --------- | --------------- | ------ |
| 2001-2008 | Régine Beaucamp |        |
| 2008-     | Alain Bonnet    |        |